# 古典古代
古典古代（こてんこだい、英語: classical antiquity）は、ヨーロッパ史（西洋史）において古代ギリシア・古代ローマ時代を指す名称である。この時代に生み出された文化・文明が現在のヨーロッパ文化の基盤になっていることに由来し、「古典的」という修飾句を冠することで他の古代（文化・文明）と区別したものである。
古典古代の文化は、先行して繁栄していた古代オリエントの文化（エジプト文明およびメソポタミア文明）からの大きな影響（文字や鉄器の使用など）を受けて成立し、地中海世界（特にその北半分）を中心に発展した。この地域からはアレクサンドロスの帝国およびローマ帝国が台頭し、オリエント世界をも統合する大帝国を現出した。言語的側面から見れば、古典古代文化は古代ギリシア語およびラテン語による文化であった。
古典古代の終焉は、古代末期の終了に伴う古代文化の崩壊と中世初頭の開始を以ってとされ、これ以後の西ヨーロッパ世界は、ローマ帝国末期から次第に力を増してきたキリスト教とゲルマン人の文化に支配されることになった（中世の始まり）。古典古代の文化的遺産は東ローマ（ビザンツ）に継承され、8世紀以降はアラビア語への翻訳を通じてイスラーム世界に引き継がれた。ここで古典古代文化は、哲学・自然科学の研究の面で独自の発達を遂げ、十字軍・レコンキスタによる西欧世界との接触・交流の開始により、再び西欧へと“逆輸入”されることになり、12世紀ルネサンスや（14世紀以降の）イタリア・ルネサンスの成立につながった。この結果、古典古代文化はキリスト教・ゲルマン人文化に加え、現代にいたるヨーロッパ文化の基盤とみなされるに至っている。